# Marina City
Pour les articles homonymes, voir Marina.
Marina City est un complexe résidentiel et commercial à usage mixte situé dans la ville de Chicago, dans l'État de l'Illinois, aux États-Unis. Il fut conçu par l'architecte Bertrand Goldberg. Le complexe a ouvert ses portes entre 1964 et 1968 et occupe tout un block au 300 North State Street, sur la rive nord de la rivière Chicago, dans le secteur de Near North Side.
Certaines parties du complexe ont été désignées comme Chicago Landmark (CL) en 2016 par les membres de la Commission on Chicago Landmarks et sont protégées à ce titre comme patrimoine de la ville de Chicago.
Les deux tours cylindriques de Marina City ont la particularité d'avoir la forme d'un épi de maïs (une céréale largement cultivée dans l'Illinois rural et plus généralement dans la région du Midwest). De plus, Chicago est également située au cœur de la région de la Corn Belt (« ceinture du maïs »). La forme symbolique des tours a souvent été soulignée dans les médias.
Construit durant la période 1960-1968, le complexe de Marina City se compose de deux tours résidentielles hautes de 179 mètres avec 65 étages, d'un immeuble de bureaux de 10 étages (aujourd'hui un hôtel), d'un auditorium (utilisé à l'origine comme salle de cinéma), de plusieurs restaurants et d'une salle de concert. Les quatre bâtiments, ainsi que la place qui comprenait à l'origine une patinoire, sont construits sur une plate-forme surélevée en bordure de la rivière Chicago. Sous la plate-forme, au niveau de la rivière, se trouve une marina d'où le nom du complexe.
Il s'agit des premières tours jumelles dans l'histoire des gratte-ciel. Les tours de Marina City furent à la fois les plus hauts immeubles résidentiels et les plus hautes structures en béton armé du monde à leur achèvement.

## Histoire

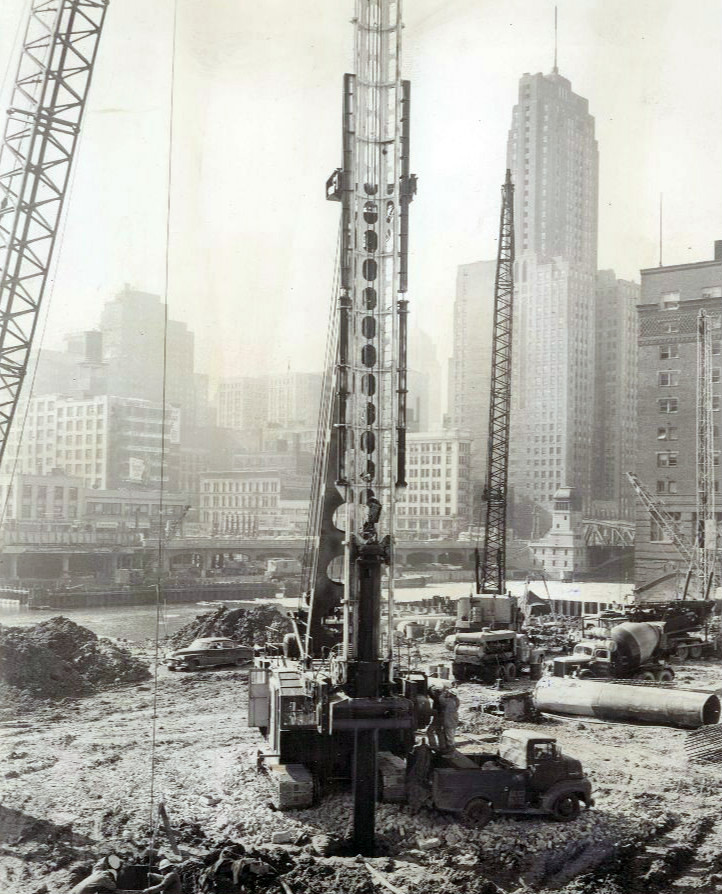
Début de la construction en 1961.

Le complexe architectural fut conçu par l'architecte Bertrand Goldberg entre 1961 et 1968 pour un coût de 36 millions de dollars. Le complexe comprend principalement deux bâtiments résidentiels de 65 étages et de 179 mètres chacun, dominant la rivière Chicago, pour un total de 900 appartements. Les tours ont la forme d'un épi de maïs, céréale commune de la région agricole du Midwest. Le complexe se compose également d'un hôtel de moyenne hauteur, d'un théâtre et d'une salle de concert.
Le complexe fut en grande partie financé par la Building Service Employees International Union (BSEIU), un syndicat de concierges et d'ascensoristes, qui chercha à inverser la tendance de l'exode des classes moyennes du centre-ville de Chicago, qui eut lieu principalement dans les années 1950 et dans la première moitié des années 1960, en revitalisant ce dernier par la création d'une « ville dans la ville » (hébergeant des commerces, des restaurants, des espaces de bureaux, un studio de télévision, une salle de sport, une patinoire, une piscine, un hôtel et un port de plaisance de type marina sur la rivière Chicago d'où le nom du complexe).
L'ensemble fut financé par des syndicats du bâtiment. Il fut construit dans le cadre d'une coentreprise avec Brighton Construction Company (propriétaire : Thomas J. Bowler) et James McHugh Construction Company. James McHugh Construction Co. a ensuite construit la Water Tower Place en 1976 et la Trump International Hotel and Tower en 2009, deux structures en béton armé les plus hautes du monde à l'époque où elles ont été construites. Marina City a été le premier bâtiment aux États-Unis à être construit avec les grues à tour grimpantes Linden.
Le 15 septembre 1961, un accident mortel impliquant trois hommes eut lieu durant la construction de l'une des tours du complexe. Homer Fields (33 ans), Wallace Kumpula (42 ans), et James Toner (24 ans), tous charpentiers, se trouvèrent sur un échafaudage à l'intérieur du noyau de la tour où ils montèrent des coffrages. Une chaîne hissée par les hommes s'accrocha à une barre d'armature et lorsqu'elle se détacha, l'échafaudage s'inclina. Le câble qui retint l'échafaudage glissa de son crochet et les trois hommes firent une chute vertigineuse de 43 étages les tuant sur le coup.
Marina City fut le premier complexe résidentiel urbain de grande hauteur de l'après-guerre aux États-Unis et fut largement considéré comme le point de départ de la « renaissance résidentielle » des centres-villes américains. Son modèle d'utilisation mixte de logements et de bureaux et de tours de grande hauteur, avec une base de stationnement, est devenu un modèle primaire de développement urbain aux États-Unis et dans le monde entier, et fut largement copié dans de nombreuses villes à l'échelle internationale.

## Architecture

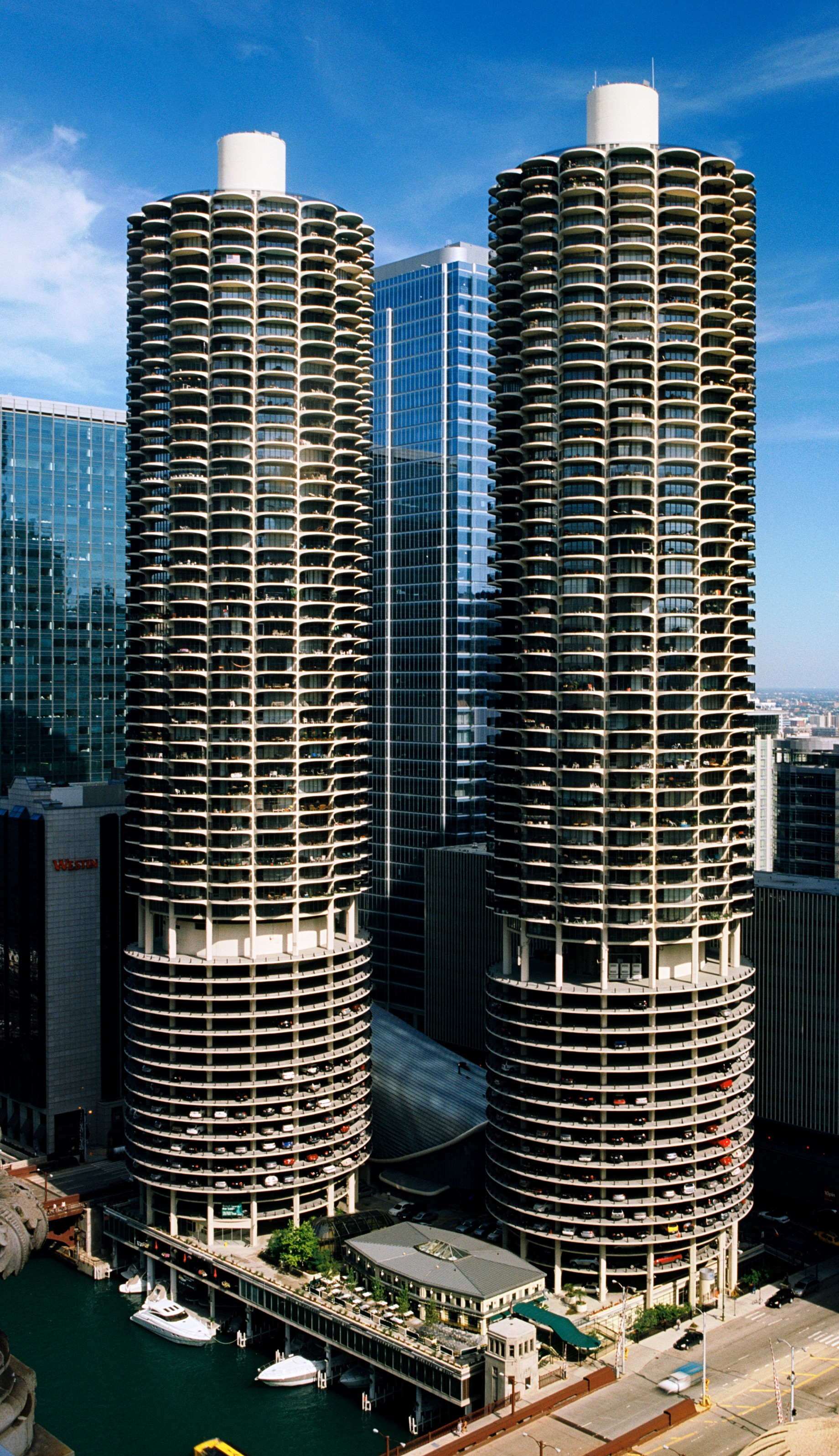
Vue sur les tours.

Conçue dans le style architectural international, la structure de la Marina City a été construite avec des piliers et des poutres en béton couvrant entièrement les 12 000 m2 (3 acres) du site. Les tours elles-mêmes furent également construites en béton armé. Elles ont un noyau structurel en forme de cylindre de béton de 10 mètres de diamètre et de 180 mètres de haut.
Les deux tours présentent des plans d'étage identiques. Le premier étage est considéré comme le « niveau de la rue » (street level) ; il est également appelé « niveau inférieur » (lower level) parce qu'on y accède par des escaliers qui descendent de State Street du côté est et de Dearborn Street du côté ouest. Le deuxième étage se trouve au niveau de la place (il est appelé «  Plaza level »). Les 19 étages inférieurs forment une rampe de stationnement en spirale, exploitée par des voituriers et comportant environ 896 places de stationnement. Le 20e étage de chaque tour contient une buanderie et une salle de sport avec une vue panoramique sur les bâtiments du secteur du Loop, tandis que les étages 21 à 60 contiennent des appartements (450 par tour). Un toit-terrasse à 360 degrés se trouve au 61e et dernier étage. On accède aux bâtiments par des halls d'entrée distincts qui partagent une mezzanine commune en sous-sol, ainsi que des entrées au niveau de la rue, à côté de la House of Blues. À l'origine, il s'agissait d'appartements locatifs, mais le complexe fut converti en copropriétés en 1977, bien qu'il contienne encore un certain nombre d'unités locatives.

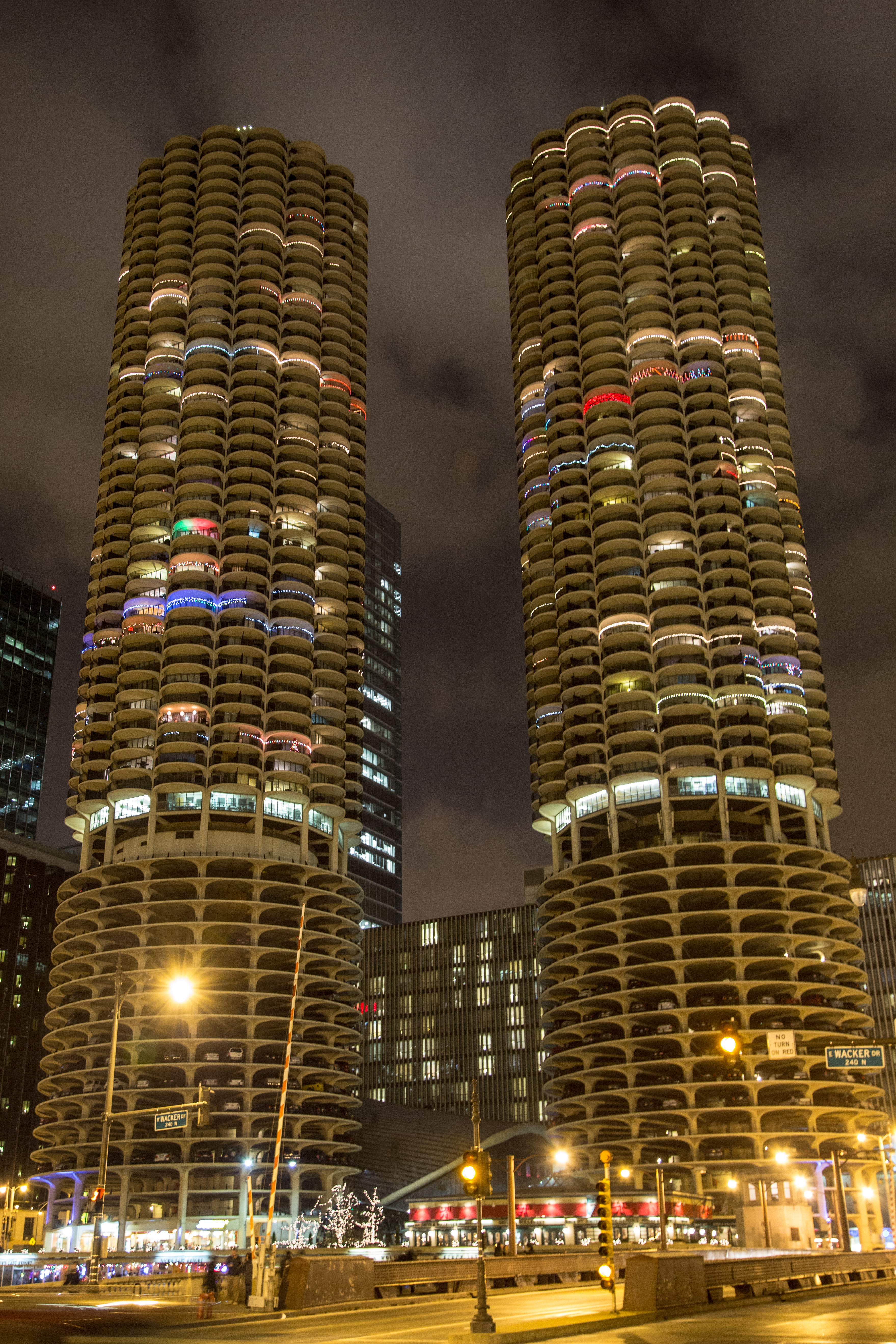
Marina City de nuit.

Les appartements de Marina City ont la particularité de ne comporter pratiquement aucun angle droit à l'intérieur. À chaque étage, un couloir circulaire entoure le cœur de la cage d'ascenseur, qui mesure 9,8 mètres de diamètre, et 16 unités d'habitation en forme de secteur circulaire sont disposées autour du couloir. Les appartements sont composés de ces unités. Les salles de bains et les cuisines sont situées dans les zones intérieures de chaque unité. Les espaces de vie occupent les zones les plus extérieures de chaque unité.
Chaque unité se termine par un balcon semi-circulaire de 175 pieds carrés (16,3 m2), séparé des espaces de vie par un mur de fenêtres allant du sol au plafond. Grâce à cette disposition, chaque salon et chaque chambre à coucher de Marina City dispose d'un balcon. En outre, les tours résidentielles se distinguent par la rapidité de ses ascenseurs. Il faut compter environ 33 secondes pour aller du hall d'entrée du niveau inférieur aux terrasses du toit du 61e étage.
La chaîne de télévision WLS-TV (ABC Channel 7) a émis depuis une antenne située au sommet de Marina City jusqu'à ce que la Willis Tower (anciennement « Sears Tower ») soit achevée. La station de radio locale WMVP a opéré à partir de Marina City, dans l'immeuble de bureaux du complexe. La station de télévision locale WFLD (FOX Channel 32) a eu ses studios et son émetteur à Marina City pendant 18 ans, jusqu'à ce qu'ils soient rachetés par Metromedia.

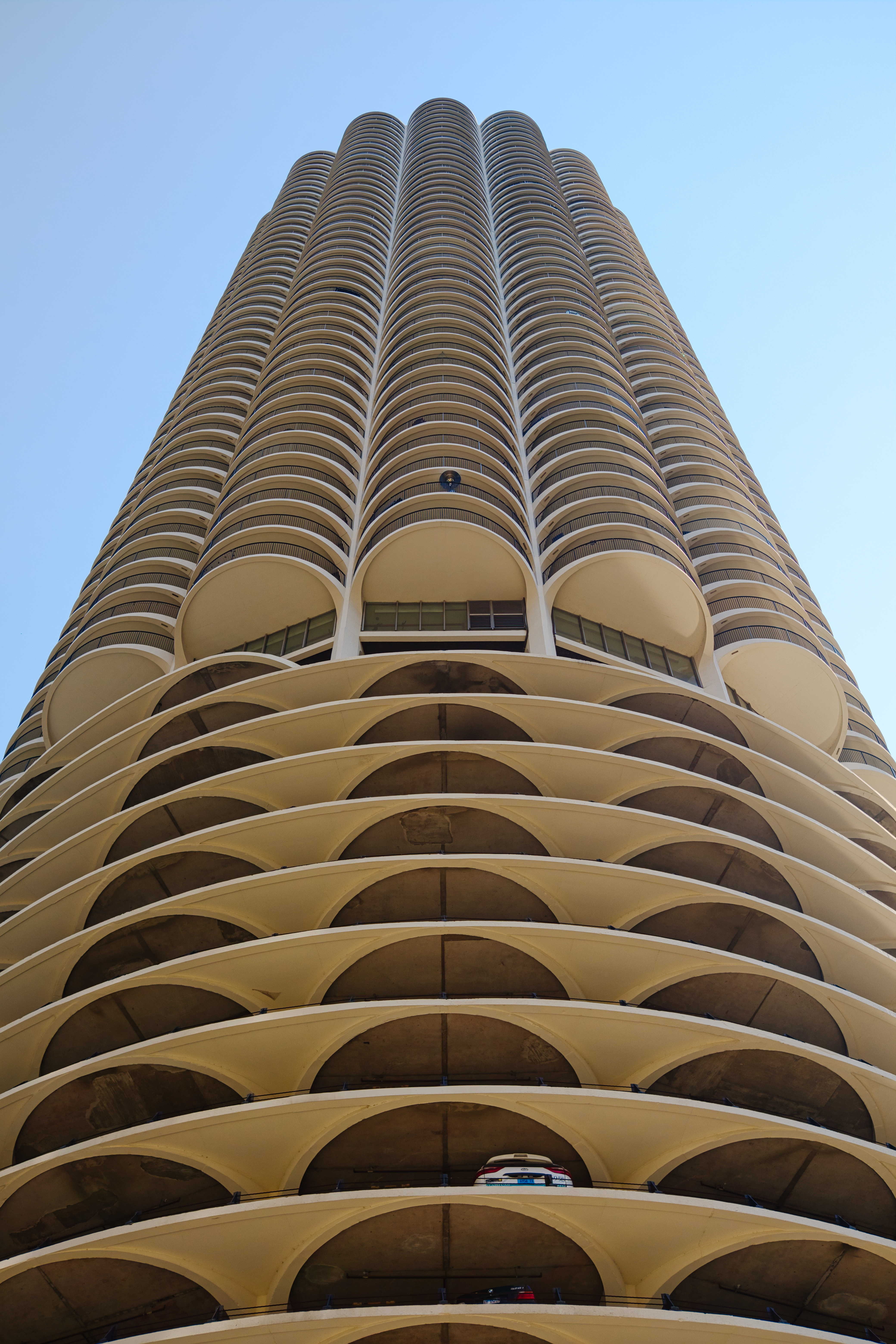
Vue du rez-de-chaussée.

Les tours ont reçu un prix du chapitre new-yorkais de l'American Institute of Architects (AIA ; en français « Institut des architectes des États-Unis ») en 1965 pour leur prouesse architecturale. En 2018, à l'occasion de la célébration du bicentenaire de l'État de l'Illinois, le complexe de Marina City a été sélectionné comme l'un des 200 grands lieux de l'Illinois par l'American Institute of Architects de l'Illinois (AIA Illinois). En 2016, plusieurs composantes du complexe ont été désignées comme Chicago Landmark (CL) par les membres de la Commission on Chicago Landmarks avec l'approbation du conseil municipal de Chicago.
En outre, le complexe de Marina City se trouve à proximité immédiate de plusieurs points d'intérêts majeurs de la ville tels que Michigan–Wacker Historic District (un  district historique comprenant de nombreux bâtiments classés au patrimoine), la Trump International Hotel and Tower (le deuxième plus haut gratte-ciel de la ville après la Willis Tower) à l'est, le Reid, Murdoch & Co. Building (un bâtiment historique classé au patrimoine municipal et fédéral) et le Merchandise Mart (un bâtiment Art déco considéré comme le plus grand centre commercial du monde à son achèvement en 1930) tous deux situés à l'ouest, et la Chicago Riverwalk (une voie piétonnière aménagée comme un parc urbain longeant le bras principal de la rivière Chicago) dont l'un des accès se trouve sur l'autre rive face au complexe.

## Nik Wallenda

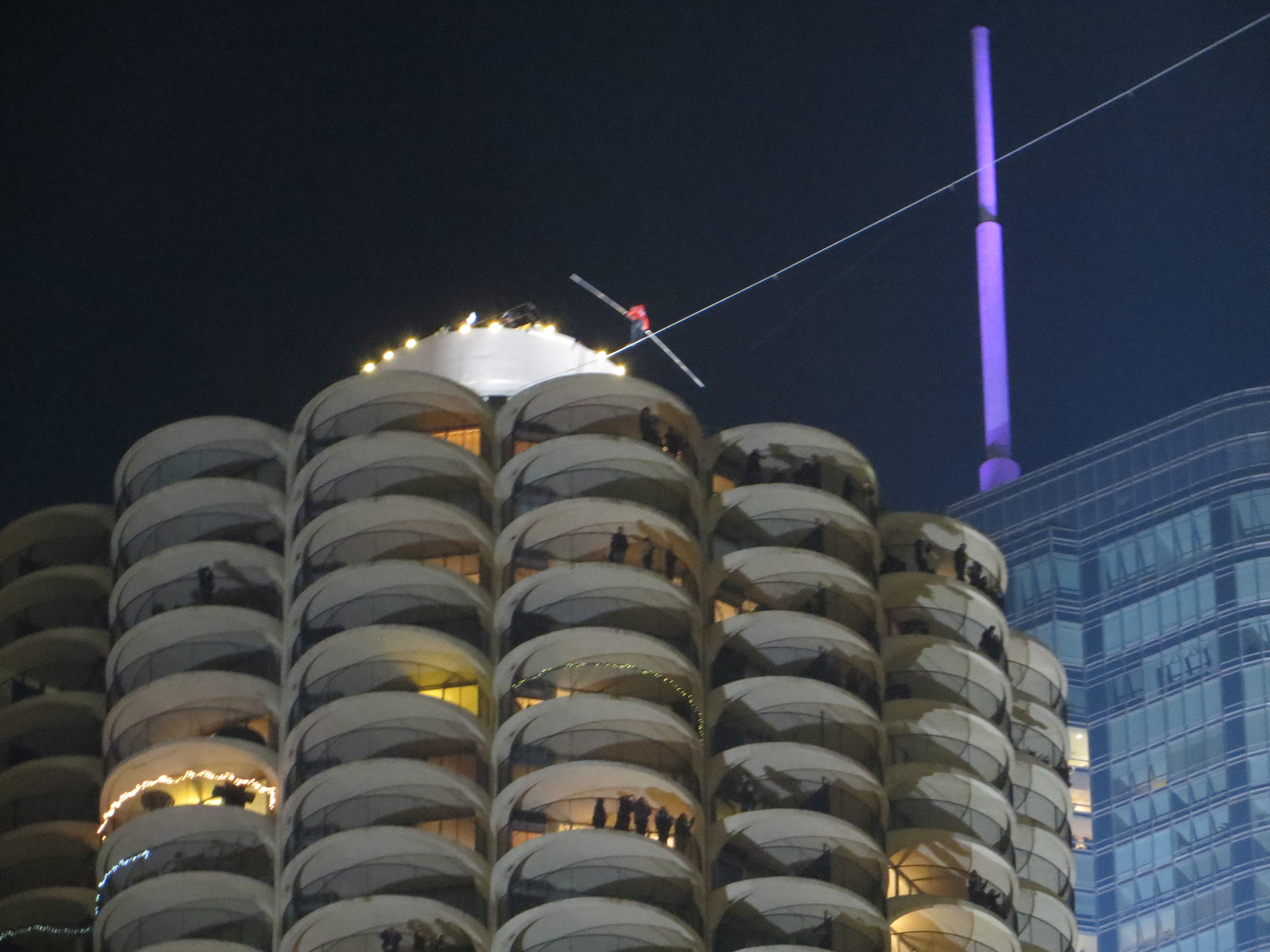
Le funambule Nik Wallenda en 2014.

Le 2 novembre 2014, l'acrobate et funambule américain Nik Wallenda parcourt 2 câbles tendus entre 3 immeubles à Chicago sans harnais ni filet de sécurité.
Les conditions étant différentes à chaque fois : la première traversée est réalisée entre la tour ouest de Marina City (179 m) et le Leo Burnett Building (205 m), soit une distance de plus de 120 m au-dessus de la rivière Chicago avec une pente de 15 %, en 6 minutes et 52 secondes. La seconde traversée, cette fois horizontale et plus courte (1 minute 17), est effectuée les yeux bandés entre les tours jumelles Marina City. L’événement est là aussi diffusé en direct et dans le monde entier via Discovery Channel, avec une audience estimée à 6,72 millions de personnes pendant la traversée les yeux bandés. Environ 50 000 personnes, selon le Chicago Police Department, sont venus assister aux exploits de Nik Wallenda, a rapporté le Chicago Tribune.
L'année précédente, en juin 2013, Nik Wallenda est devenu le premier homme à traverser le Grand Canyon en équilibre sur un fil portant à huit le nombre de ses records mondiaux.
Nik Wallenda déclara au Chicago Tribune : « Ce fut une sensation incroyable et indescriptible de faire cette traversée à Chicago. La ville occupe une place spéciale dans mon coeur et j’en rêvais depuis que je suis gamin ». Il poursuit : « Je suis honoré d’avoir eu l’opportunité de réaliser mon rêve et je voudrais remercier tous les habitants de Chicago ainsi que la chaîne Discovery Channel pour avoir eu confiance en mes capacités ».

## Complexe

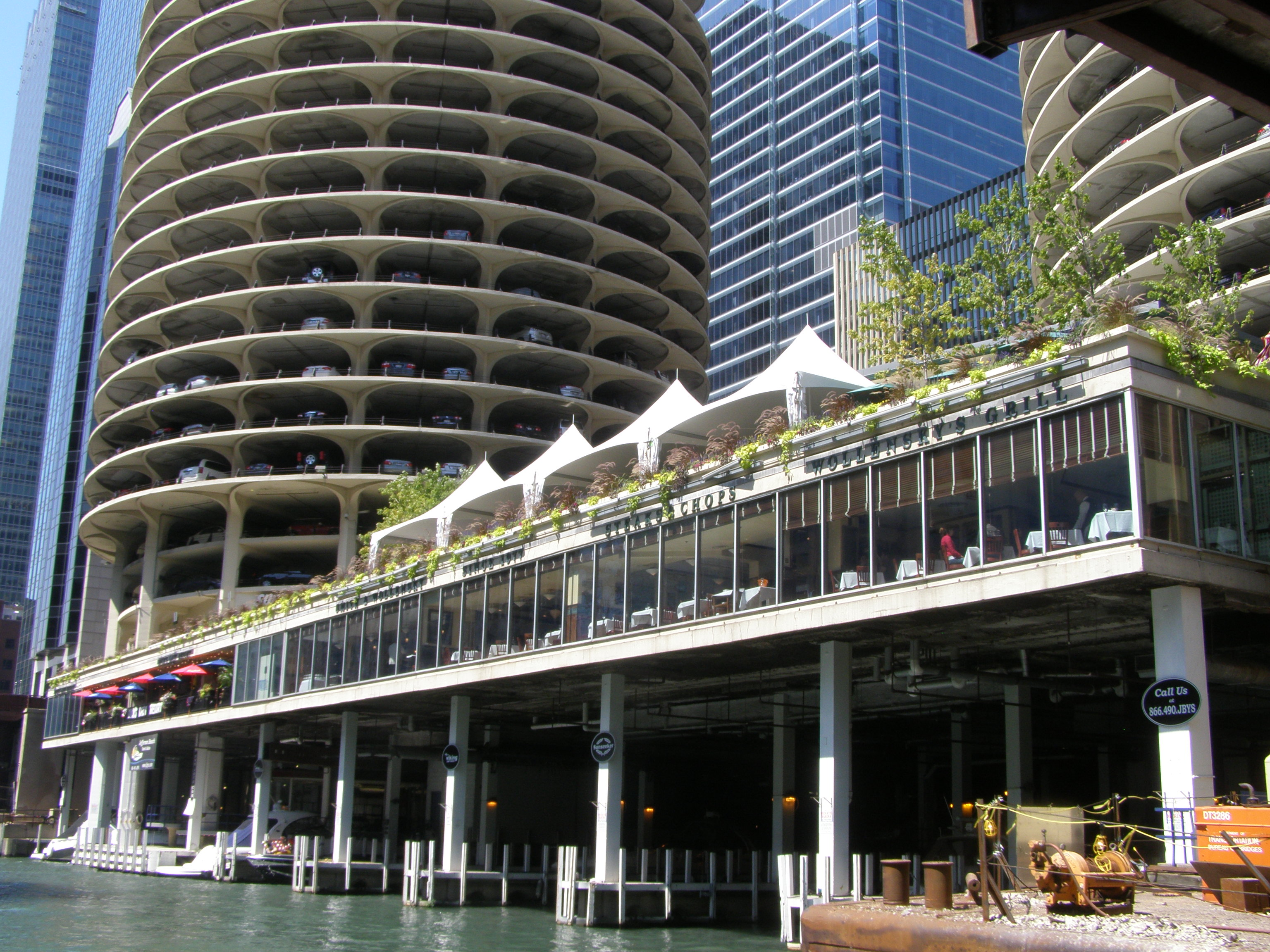
Vue sur la marina et le restaurant Smith and Wollensky au-dessus.

Marina City est un complexe à usage mixte qui accueille environ 1 400 résidents et 13 entreprises. Sa conception distinctive comprend deux tours cylindriques de 179 mètres de haut, chacune comprenant 18 niveaux de parking, 40 étages de logements en copropriété, un étage pour la blanchisserie et le stockage, une terrasse d'observation et un penthouse mécanique de trois étages. Les tours s'élèvent sur une plate-forme commerciale de deux étages et de 300 000 pieds carrés.
Marina City comprend une salle de concert, six bars, dont un House of Blues (de la chaîne américaine House of Blues Entertainment), un bowling haut de gamme et une salle de tennis de table. Les six restaurants de Marina City (parmi lesquels 10Pin Bowling Lounge, Yolk, Smith and Wollensky, Katana et Dick's Last Resort) vont de la restauration simple à la cuisine raffinée. Au niveau du hall, auquel on accède par des marches descendant de State Street et Dearborn Street, on trouve un pressing et une épicerie, qui desservent tous deux Marina City et le quartier environnant. 
La salle de concert House of Blues a été construite dans ce qui fut la salle de cinéma du complexe, désaffectée depuis longtemps. De même, l'hôtel a été construit dans ce qui était autrefois l'immeuble de bureaux Marina City. L'ancienne patinoire a été démolie pour accueillir le restaurant Smith and Wollensky.
L'hôtel Chicago est un hôtel du groupe Marriott International et compte 354 chambres. Le hall, les salles de réunion et le bar ont été rénovés en 2015. L'hôtel Chicago et toutes les autres propriétés commerciales appartiennent à Pebblebrook Hotel Trust, un fonds d'investissement immobilier dont le siège se trouve à Bethesda, dans le Maryland. L'immeuble dans lequel se trouve House of Blues appartient à Live Nation Entertainment. Les unités résidentielles appartiennent individuellement à environ 700 personnes.
L'accès des piétons et des véhicules aux tours résidentielles et à la place commune surélevée a été repensé. En 2006, un éclairage décoratif a été installé autour des toits circulaires des hangars mécaniques qui coiffent chaque tour ; les tours n'avaient pas été éclairées de la sorte depuis les années 1960. Au niveau de la marina, il est possible de louer un petit bateau électrique pour naviguer sur la rivière Chicago et le lac Michigan situé non loin.

## Dans la culture populaire

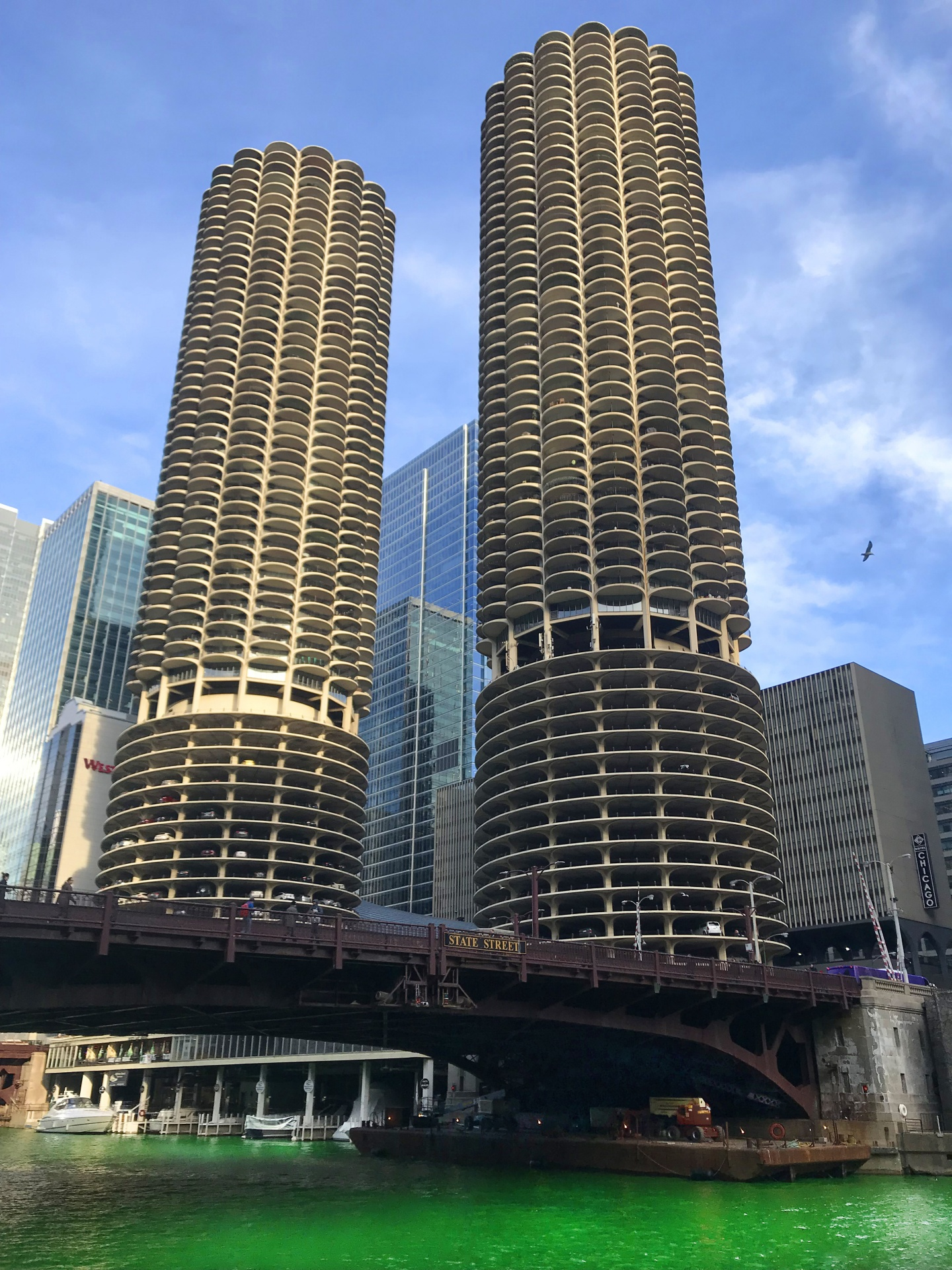
Marina City avec la rivière Chicago teinte en vert à l'occasion de la fête de la Saint-Patrick.

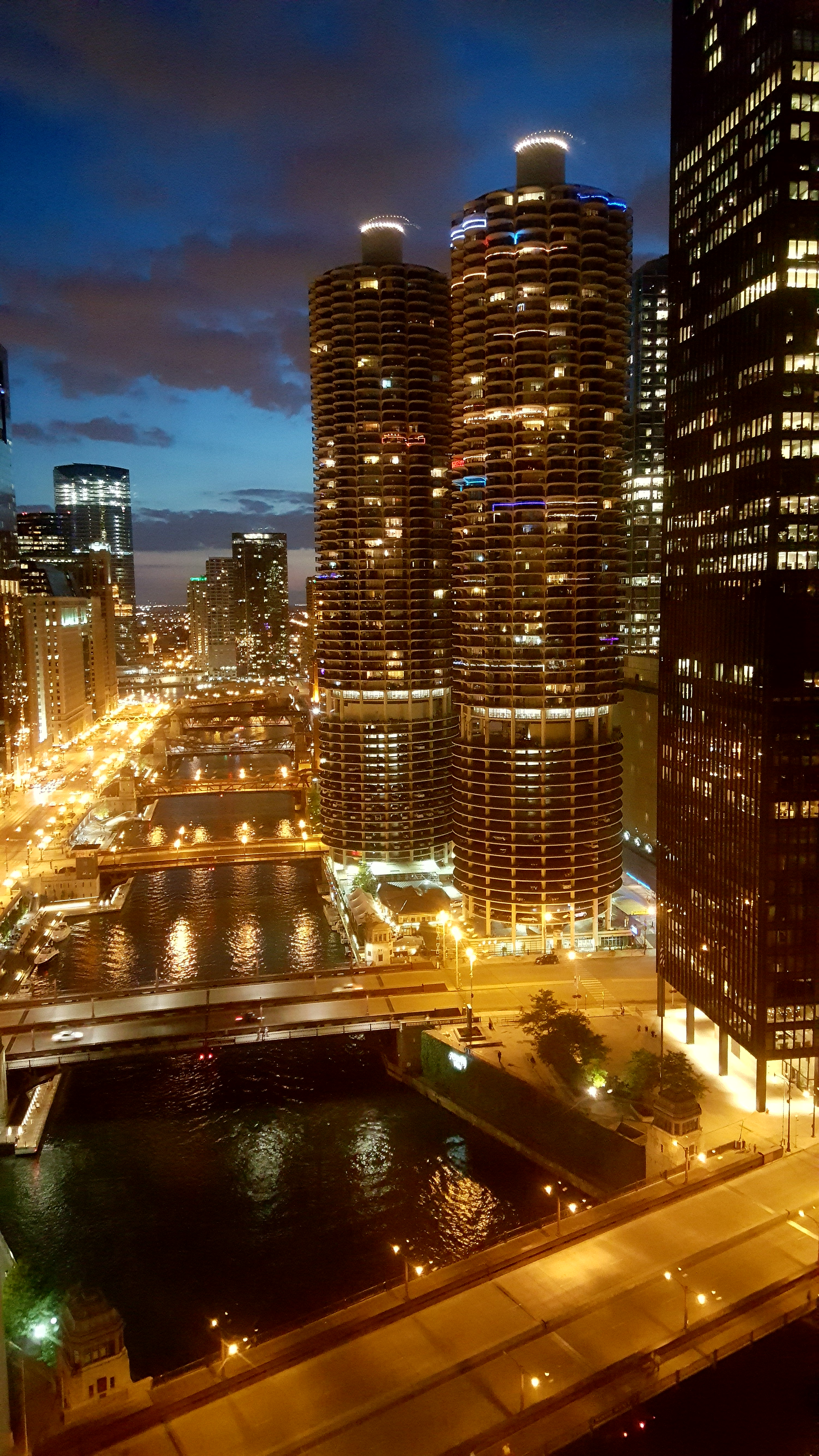
Vue sur Marina City à la tombée de la nuit.

- Les tours figurent sur la couverture de l'album Yankee Hotel Foxtrot (2001) du groupe Wilco, originaire de Chicago, ce qui a valu à Marina City d'être parfois appelée les « Wilco Towers »[14].
- Les tours figurent dans un collage au dos de la pochette de l'album There's a Riot Goin' On (1971) du groupe Sly and the Family Stone.
- Les tours sont à l'origine de la pochette de l'album Chicago 13 (1979) du groupe Chicago.
- Les tours figurent sur la couverture du premier album du groupe Revolting Cocks, Big Sexy Land sorti en 1986 sur le label de Chicago Wax Trax! Records.
- L'étiquette utilisée par Mercury Records dans les années 1970 et au début des années 1980 comportait une peinture des tours, ainsi que de l'IBM Plaza et du 875 North Michigan Avenue.

Les tours apparaissent également dans :
- Dans film Goldstein réalisé par Philip Kaufman en 1965 ; il nclut une séquence de conduite jusqu'au 14e étage du parking[15].
- Dans la sitcom The Bob Newhart Show produite entre 1972 et 1978 ; la séquence d'ouverture comprend un plan de Marina City, ce qui a conduit de nombreuses personnes à supposer que le personnage y vivait. Marina City est situé à proximité de l'immeuble utilisé pour les prises de vue extérieures du bureau de Bob, le 430 North Michigan Avenue. L'immeuble utilisé pour les prises de vue extérieures de l'appartement de Bob se trouve à 11 km au nord, sur Sheridan Road, dans le secteur d'Edgewater.
- Dans le film Les Démolisseurs réalisé par Gordon Parks Jr. en 1974 ; Jagger Daniels (Fred Williamson) est un résident de l'une des tours.
- Dans le film Le Chasseur réalisé par Buzz Kulik en 1980 ; Ralph Thorson (Steve McQueen) est engagé dans la course-poursuite d'un suspect à travers le parking. Son adversaire finit par perdre le contrôle de sa voiture et quitte un étage élevé du garage pour se jeter dans la rivière Chicago[16].
- Dans le film Rien en commun réalisé par Garry Marshall en 1986 ; la rampe du parking a été utilisée dans le film[17].
- Dans le film La Folle Journée de Ferris Bueller réalisé par John Hughes en 1986 ; les tours sont visibles lors d'un survol de la ville en hélicoptère.
- Dans le film L'Amour à tout prix réalisé par Jon Turteltaub en 1995 ; les tours sont visibles en arrière-plan lorsque Lucy et son patron mangent un hot-dog sur un pont enjambant la rivière Chicago.
- Dans la série télévisée Chicago P.D. créée par Dick Wolf (2014-présent), le deuxième spin-off de la trilogie de la franchise Chicago ; Marina City a été utilisée pour tourner une scène dans l'épisode Debts of the Past de la saison 3, dans laquelle les détectives du Chicago Police Department cherchent et tentent d'arrêter un suspect[18].
- Dans le jeu vidéo de course d'arcade Emergency Call Ambulance sorti en 1999 ; le joueur conduit entre les tours dans la troisième course, et les tours sont visibles de plus loin dans la dernière course.
- Dans le manga Gunsmith Cats écrit et dessiné par Ken'ichi Sonoda (1991-1997) ; le parking caractéristique du complexe de Marina City est mis en scène dans une course-poursuite au début de la série ; la série offre des représentations remarquablement précises de l'architecture de Chicago et de ses environs.
- Dans la série télévisée The Good Wife créée par Robert et Michelle King (2009-2016) ; dans l'épisode The Wheels of Justice, Marina City est présentée comme la résidence de l'avocate Diane Lockhart (Christine Baranski).
- Dans le film Candyman réalisé par Nia DaCosta en 2021 ; le personnage Finley Stephens, critique d'art, vit à Marina City.

## Galerie d'images

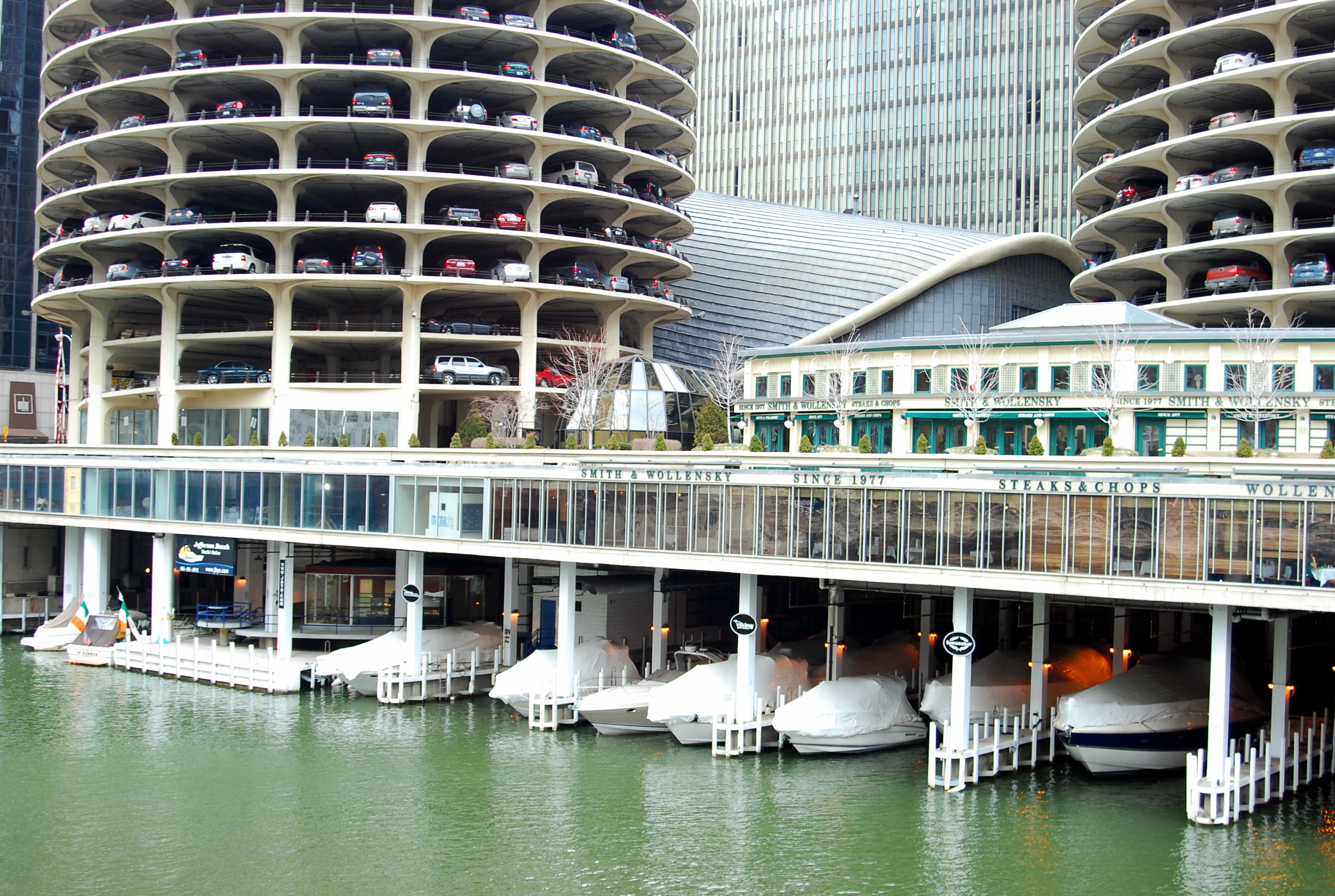
La marina.
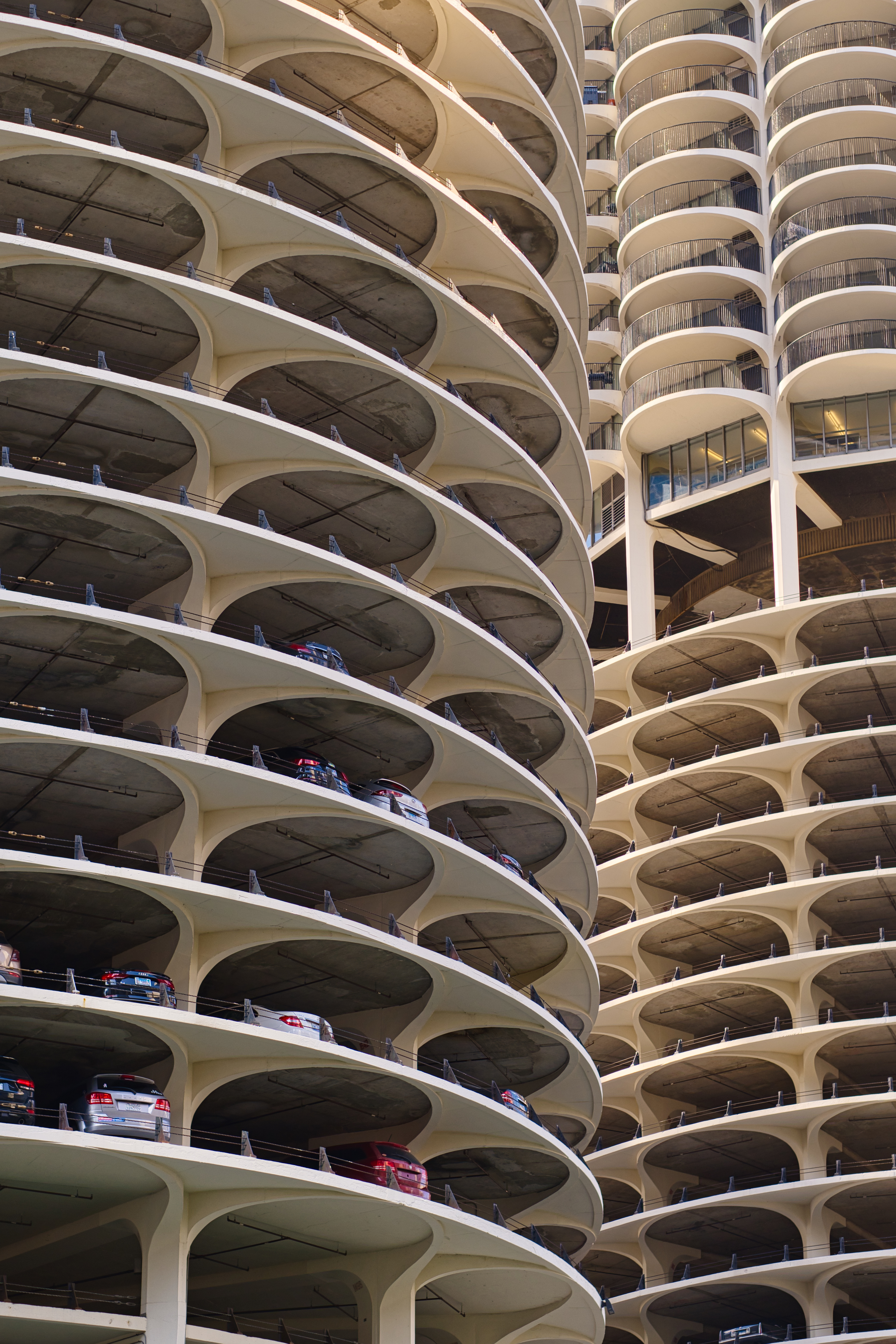
Détails.
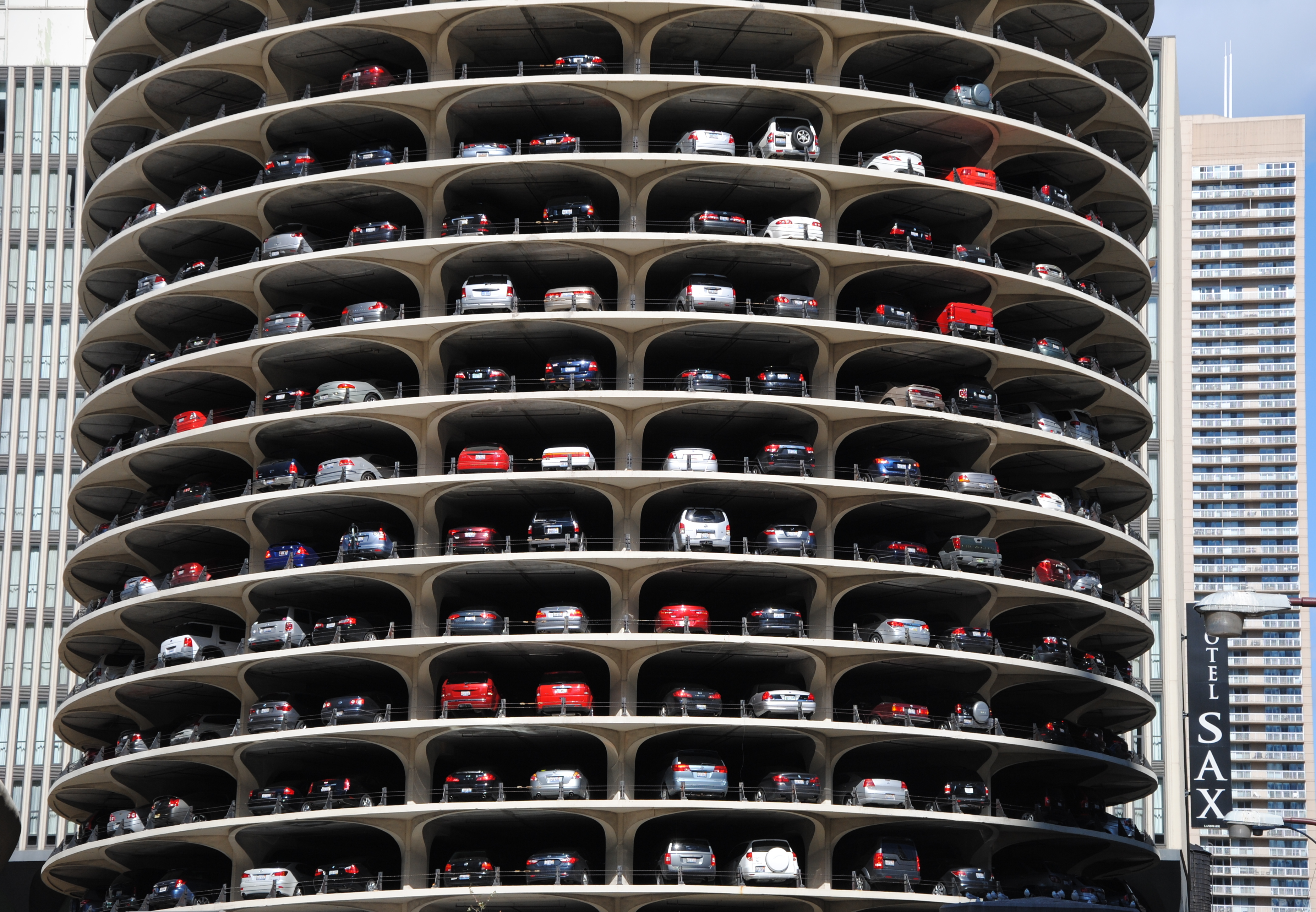
Parkings.
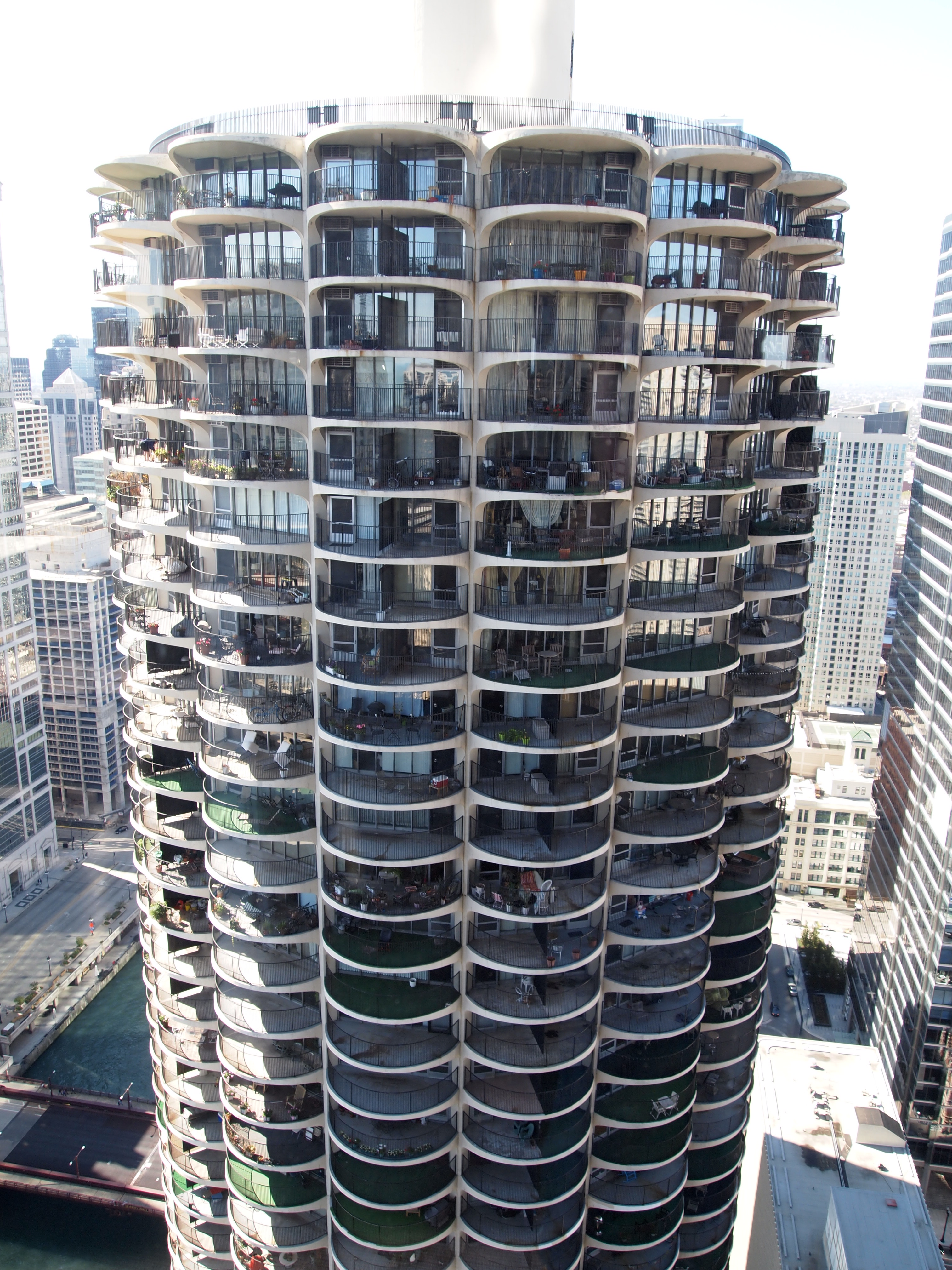
Résidences.
Les bords de la rivière Chicago de nuit.